# همه‌جنس‌گرایی
همه‌جنس‌گرایی (به انگلیسی: Pansexuality) گرایش جنسی، عاشقانه یا عاطفی به افراد فارغ از هر نوع جنسیت است. همه‌جنس‌گرایان افرادی هستند که برایشان جنسیت افراد تأثیری در ایجاد رابطه ندارد. همه‌جنس‌گرایی زیرشاخه‌ای از دوجنس‌گرایی است. برخی به اشتباه بر این باور هستند که تنها افراد همه‌جنس‌گرا به افراد ترنس گرایش دارند که کاملاً نادرست است. زن‌های ترنس، زن هستند و هر کسی که به زن گرایش داشته باشد، ممکن است به آن‌ها نیز گرایش داشته باشد. همین قضیه برای مردان ترنس نیز یکسان است. افراد همه‌جنس‌گرا ممکن است هم به همجنس، غیرهمجنس، بی‌جنسیت یا جنسیت‌های دیگر نان باینری جذب شوند.

## واژه‌شناسی
پیشوند پان (pan) از زبان یونانی وام گرفته شده‌است و به معنای همه چیز یا همگی می‌باشد. پانسکشوال نیز از کلمه پانسکشوالیسم مشتق شده که در تاریخ ۱۹۱۷ زیگموند فروید از آن استفاده کرده‌است.

## مقایسه با دیگر موارد
همه‌جنس‌گرایی شباهت زیادی به دوجنس گرایی و چندجنس‌گرایی دارد اما در جزئیات تفاوت عمده‌ای با تمام این موارد دارد.

### دوجنس‌گرایی
یک فرد دوجنسگرا به بیش از یک جنسیت گرایش دارد؛ در حالی که فرد همه‌جنس‌گرا اصولاً جنسیت فرد برایش هیچ اهمیت و تفاوتی ندارد.

### انحراف‌های جنسی
این موضوع که یک همه‌جنس‌خواه به تمام طیف‌ها گرایش دارد، دلیلی برای انحراف جنسی وی نیست. مواردی مثل محرم‌خواهی، حیوان‌خواهی یا کودک‌خواهی در محدوده همه‌جنس‌خواهی قرار نمی‌گیرند. یک همه‌جنس‌خواه در واقع کسی است که در چارچوب گرایش‌های طبیعی حرکت می‌کند و نه انحرافات جنسی.

### چندجنس‌گرایی
شباهت همه‌جنس‌گرایان با چندجنس‌گرایان بسیار زیاد است.
فرد همه‌جنس‌گرا در واقع هیچ تفاوتی بین افراد با جنس و جنسیت‌های مختلف قائل نمی‌شود و گرایش جنسی و احساسی خود را بر اساس جنسیت افراد قرار نمی‌دهد اما فرد چندجنس‌گرا در واقع شخصی است که به چندین جنسیت گرایش دارد.
در واقع، یک چندجنس‌گرا ممکن است به تمامی جنسیت‌ها گرایش نداشته باشد.

پرچم همه‌جنس‌خواهان